# Galerucella amboinensis
Galerucella amboinensis es una especie de insecto coleóptero de la familia Chrysomelidae.

## Distribución geográfica
Habita en Ambon (Indonesia).